# Шинкарук, Хантер
Хантер Шинкарук (англ. Hunter Shinkaruk; род. 13 октября 1994, Калгари, Альберта, Канада) — канадский хоккеист, нападающий.

## Игровая карьера
На юниорском уровне играл в течение трёх сезонов за «Медисин-Хат Тайгерс», где со временем стал одним из результативных игроков в команде и WHL.
На драфте НХЛ 2013 года был выбран в первом раунде под общим 24-м номером командой «Ванкувер Кэнакс». После выбора на драфте вернулся в «Тайгерс», где отыграл часть сезона, пропустив большую часть из-за травмы бедра. В сезоне 2014/15 стал игроком фарм-клуба «Кэнакс» «Ютика Кометс», за который отыграл два полных сезона, сыграв в НХЛ тольео один матч.
22 февраля 2016 года был обменян в «Калгари Флэймз» и был отправлен играть за фарм-клуб команды «Стоктон Хит». В течение двух сезонов он играл и за «Флеймз» и за «Хит». 20 августа 2018 года был обменян в «Монреаль Канадиенс», но за «Канадиенс» не играл, играя за фарм-клуб команды «Лаваль Рокет».
В декабре 2019 года покинул Северную Америку и уехал в Китай, где два сезона играл за «Куньлунь Ред Стар».
2 июня 2021 года как свободный агент подписал контракт с рижским «Динамо».
По окончании сезона летом 2022 года перешел в нижнекамский «Нефтехимик».
Бронзовый призёр на ЮЧМ-2012 в составе юниорской сборной Канады, на турнире стал третьим бомбардиром канадской сборной с 8 очками.

## Личная жизнь
У Шинкарука есть кузен — Картер Шинкарук, который всю карьеру провёл в низших лигах Канады и США.